# Landtagswahl in Oberösterreich 1961
- SPÖ: 19
- ÖVP: 25
- FPÖ: 4

Die Landtagswahl in Oberösterreich 1961 fand am 22. Oktober 1961 statt. Die Österreichische Volkspartei (ÖVP) konnte ihre absolute Mehrheit verteidigen und leichte Stimmengewinne erzielen.
|                                         | Ergebnisse 1961 | Ergebnisse 1961 | Ergebnisse 1961 | Ergebnisse 1955 | Ergebnisse 1955 | Ergebnisse 1955 | Differenzen | Differenzen | Differenzen |
| --------------------------------------- | --------------- | --------------- | --------------- | --------------- | --------------- | --------------- | ----------- | ----------- | ----------- |
| Wahlberechtigte                         | 717.383         | 717.383         | 717.383         | 667.620         | 667.620         | 667.620         | + 49.763    | + 49.763    | + 49.763    |
| Wahlbeteiligung                         | 92,77 %         | 92,77 %         | 92,77 %         | 93,88 %         | 93,88 %         | 93,88 %         | − 1,11 %    | − 1,11 %    | − 1,11 %    |
|                                         | Stimmen         | %               | Mand.           | Stimmen         | %               | Mand.           | Stimmen     | %           | Mand.       |
| Abgegebene Stimmen                      | 665.505         |                 |                 | 626.781         |                 |                 | + 38.724    |             |             |
| Ungültig                                | 18.423          | 2,77 %          |                 | 13.209          | 2,11 %          |                 | + 5.214     | + 0,66 %    |             |
| Gültig                                  | 647.082         | 97,33 %         |                 | 613.572         | 97,89 %         |                 | + 33.510    | − 0,66 %    |             |
| Partei                                  |                 |                 |                 |                 |                 |                 |             |             |             |
| Österreichische Volkspartei (ÖVP)       | 315.964         | 48,83 %         | 25              | 295.292         | 48,13 %         | 25              | + 20.672    | + 0,70 %    | ± 0         |
| Sozialistische Partei Österreichs (SPÖ) | 256.162         | 39,59 %         | 19              | 241.978         | 39,44 %         | 19              | + 14.184    | + 0,15 %    | ± 0         |
| Freiheitliche Partei Österreichs (FPÖ)  | 62.524          | 9,66 %          | 4               | 58.936          | 9,61 %          | 4               | + 3.588     | + 0,05 %    | ± 0         |
| Kommunisten u. Linkssozialisten (KLS)   | 12.432          | 1,92 %          | –               | 15.013          | 2,45 %          | –               | − 2.581     | − 0,53 %    | ± 0         |
| Gesamt                                  | 647.082         | 100,00 %        | 48              | 613.572         | 100,00 %        | 48              | + 33.510    | − 0,66 %    | ± 0         |